# Istoria Rusiei, 1892-1917

## Partidele revoluționare radicale
La sfârșitul secolului al XIX-lea, dezvoltarea industrială a Rusiei a dus la o creștera importantă a burgheziei urbane și a clasei muncitoare, ducând la o nouă atmosferă politică, mult mai dinamică, și la apariția unor partide radicale. Deoarece statul și străinii stăpâneau cea mai mare parte a industriei rusești, clasa muncitoare era mai puternică, iar prin comparație, burghezia mai slabă decât în statele occidentale. Muncitorii și țăranii au fost primii care au pus bazele unor partide politice, deoarece burghezia și nobilimea erau mai rezervate în această privință. În ultimul deceniu al secolului al XIX-lea și în primii ani ai secolului al XX-lea, viața de zi cu zi și condițiile de muncă, impozitele ridicate și nevoia de pământ au generat greve și revolte țărănești din ce în ce mai dese. Datorită acestor condiții, burghezia imperiului, indiferent de naționalitate, au început să pună bazele mai multor partide de diverse orientări, de la cele liberale la cele conservatoare.
Socialiștii diverselor naționalități și-au format propriile partide. Polonezii din Imperiul Rus, care suferiseră o rusificare administrativă și educațională semnificativă, au format partidul naționalist Partidul Socialist Polonez la Paris în 1892. Fondatorii acestui partid au sperat că acest fapt va ajuta la reunificarea Poloniei divizate, cu teritorii deținute de Austro-Ungaria, Germania și Rusia. În 1897, muncitorii evrei din Rusia au creat Bund (Liga), o organizație care a devenit populară în vestul Ucrainei, Belarus, Lituania și în teritoriile poloneze. Partidul Social Democrat al Muncii din Rusia a fost înființat în 1898. Social Democrații Finlandezi a rămas un partid separat, dar letonii și georgienii s-au unit cu social democrații ruși. Armenii, inspirați atât de tradițiile rusești cât și de cele balcanice, erau activi din punct de vederea politic atât în Rusia cât și în Imperiul Otoman. Musulmanii activi politic care trăiau în Rusia erau atacați de cei care îi considerau simpatizanți ai mișcărilor pan-islamice și pan-turcice, mișcări care se dezvoltau în Egipt și în Imperiul Otoman. Rușii, care agreau ideile vechilor socialiști urbani și populiști, formau cea mai mare mișcare radicală, Partidul Socialist Revoluționar. Partidul combina propaganda cu activitățile teroriste. 
Vladimir Ilici Ulianov a fost cel mai priceput om politic al revoluționarilor socialiști. În ultimul deceniu al secolului al XIX-lea, el s-a luptat cu tinerii radicali să-i îndepărteze de populism și să-i îndrepte către marxism. Exilat din 1895 până în 1899 în Siberia, unde și-a luat supranumele de Lenin, (se pare că de la râul Lena), a fost principalul tactician printre organizatorii luptei Partidului Social Democrat al Muncii. În decembrie 1900, a fondat ziarul Iskra - Scânteia. În cartea sa Ce este de făcut? (1902), Lenin și-a expus teoria conform căreia un ziar publicat în stăinătate poate ajuta la organizarea unui partid centralizat revoluționar care să conducă lupta de răsturnare a unui guvern autocratic. El a lucrat mai apoi pentru crearea în Rusia a unui partid foarte strict organizat, extrem de disciplinat, care să ducă la îndeplinire un asemenea obiectiv. La al doilea Congres al PSDMR din 1903, a forțat organizația evreiască Bund să părăsească partidul și a produs o ruptură între facțiunea lui majoritară bolșevică și facțiunea minoritară menșevică, care credea mai mult în spontaneitatea muncitorească decât în tacticile revoluționare stricte. Concepția lui Lenin despre partidul revoluționar al muncitorilor și țăranilor era mai apropiată de mișcarea Voința Poporului și de gândirea revoluționară a lui Tkacev, decât de cea a lui Karl Marx și a lui Friedrich Engels, teoreticienii marxismului. Tinerii bolșevici, precum erau Stalin și Buharin, îl considerau pe Lenin conducătorul lor de drept.

## Imperialismul în Asia și războiul ruso-japonez
La cumpăna secolelor, Rusia a căpătat libertate de mișcare în Asia datorită alianței cu Franța, ca și datorită tot mai marii rivalități dintre Anglia și Germania. Țarul Nicolae al II-lea nu a reușit să coordoneze un plan coerent pentru politica față de Orientul Îndepărtat datorită conflictelor dintre ministere. Însă, mișcările necorelate și agresive în această regiune au dus în cele din urmă la izbucnirea războiului ruso-japonez (1904-1905) la care Rusia a fost înfrântă. 
Din 1895, Germania a intrat în competiție cu Franța pentru a câștiga prietenia Rusiei, iar politicienii britanici sperau să negocieze cu rușii demarcarea sferelor de influență în Asia. Această situație i-a permis Rusiei să intervină în Asia de nord-est după victoria japonezilor în războiul cu China din 1895. În urma negocierilor de pace care au urmat, Japonia a fost forțată să facă unele concesii teritoriale în peninsula Liaotung și în Manciuria de sud și în portul Porth Arthur. În anul următor, Serghei Witte a folosit capitaluri franceze pentru a deschide o bancă ruso-chineză. Scopul băncii era să finanțeze construirea unei căi ferate prin nordul Manciuriei, care să scurteze calea ferată trans-siberiană. În doi ani, rușii au reușit să obțină suficienți bani pentru a deschide șantierul pentru o linie ferată care să lege orașul Harbin din Manciuria centrală cu Port Arthur pe coasta pacifică. 
În 1900, chinezii a reacționat la încălcările repetate ale teritoriului național de către străini printr-o revoltă armată populară, răscoala boxerilor. Unități militare rusești și-au unit forțele cu cele ale unor puteri europene, cu cele ale Japoniei și Statelor Unite ale Americii pentru a readuce ordinea în nordul Chinei. Contingentul rusesc număra peste 180.000 de militari, care au luptat pentru pacificarea unei părți a Manciuriei și pentru a-și proteja căile ferate din zonă. Japonezii, sprijiniți de britanici și de americani, au insistat ca rușii să evacueze Manciuria. Witte și unii dintre diplomații ruși au încercat să obțină un compromis cu japonezii și să dea la schimb Manciuria pentru Coreea, dar inamicii politici ai lui Witte, apropiați ai curții imperiale, și șefii armatei și marinei au refuzat aranjamentul. Țarul a fost de acord cu punctul de vedere al celor din urmă. Disprețuind amenințarea japoneză și în ciuda alianței acestora cu britanicii, guvernul rus a tergiversat orice aranjament până când Japonia a declarat război în 1904. 
În războiul care a urmat, amplasarea mai bună în teritoriu a armatei, superioritatea tehnologică și a moralului trupelor i-au dat Japoniei controlul asupra mărilor, iar delăsarea și incompetența comandanților ruși au făcut ca armata țaristă să se retragă în continuu. În ianuarie 1905, după opt luni de asediu, garnizoana rusă din Port Arthur a predat orașul japonezilor, iar în martie, rușii au fost siliți să se retragă la nord de Mukden. În mai, în strâmtoarea Țușima, japonezii au distrus ultima speranță a rușilor în câștigarea războiului, prin scufundarea flotelor reunite ale Balticii și Mediteranei. Cel puțin din punct de vedere teoretic, întăririle armatei ruse ar fi putut să-i scoată pe japonezi din zonele ocupate din Asia, dar revoluția izbucnită în Rusia europeană și presiunile diplomatice l-au forțat pe țar să accepte pacea. Rusia a acceptat medierea președintelui american Theodore Roosevelt, a cedat Japoniei sudul insulei Sahalin și i-a recunoscut acesteia influența asupra Coreei și sudului Manciuriei. 
Războiul ruso-japonez a fost un punct de cotitură în istoria Rusiei. A dus la o revoltă populară împotriva guvernului și a dus la adoptarea unor reforme economice și politice. În aceeași perioadă, grupurile antireformiste și de interese și-au lărgir influența asupra politicii regimului. În ceea ce privește politica externă, Rusia a devenit tot mai implicată în afacerile balcanice și în intrigile politice dintre marile puteri europene. Ca o consecință a politicii sale externe, Rusia a fost târâtă în primul război mondial, în condițiile în care, în interior, imperiul nu era pregătit pentru o asemenea conflagrație. Slăbită în interior de mișcările contestatare și de lipsa unei conduceri eficiente, regimul a eșuat în încercarea de a depăși evenimentele tragice care au dus în cele din urmă la prăbușirea țarismului și a făcut loc unor noi forțe politice pe scena istorie rusești și mondiale. 
Vezi de asemenea: Imperialismul în Asia

## Industrializarea accelerată
La sfârșitul secolului al XIX-lea, rămânerea în urmă din punct de vedere al dezvoltării și vulnerabilitatea în domeniul extern au ajuns la proporții de criză. Foametea a ucis aproximativ o jumătate de milion de oameni în 1891, iar acțiunile Japoniei și Chinei au fost percepute ca amenințări externe. Drept contramăsuri, regimul a fost forțat să adopte un program ambițios dar costisitor, concepuit de Serghei Witte, cel mai competent ministru de finațe. Witte a luptat pentru obținerea unor împrumuturi externe, pentru conversia rublei în aur, pentru o mai mare impozitare a țăranilor, dezvoltarea accelerată a industriei grele și pentru construirea căii ferate trans-siberiene. Aceste politici erau concepute să modernizeze țara, să securizeze frontiera din orientul îndepărtat și să-i asigure Rusiei o poziție de lider în exploatarea resurselor din teritoriile din nordul Chinei, Coreea și Siberia. Această politică expansionistă a fost versiunea rusească a logicii imperialiste afișată în secolul al XIX-lea de celelalte țări mari care aveau vaste zone subdezvoltate, așa cum erau Statele Unite ale Americii de exemplu. În 1894, urcarea pe tron a indecisului Nicolae al II-lea după moartea țarului Alexandru al III-lea, i-au oferit lui Witte și altor miniștri puternici posibilitatea să domine viața politică rusească. 
Politicile lui Witte a avut rezultate amestecate. În ciuda unei recesiuni economice grave de la sfârșitul secolului, producția rusească de cărbune, fier, oțel și petrol s-a triplat între 1890 și 1900, lungimea căilor ferate aproape că s-a dublat, făcând ca Rusia să aibă cea mai dezvoltată rețea feroviară după SUA. Însă producția și exportul de cereale nu au crescut în mod semnificativ, iar importurile au crescut mai rapid decât exporturile. Bugetul de stat a crescut mai mult decât de două ori, absorbind o parte din creșterea economică a țării. Istoricii occidentali apreciază în mod diferit reformele lui Witte. Unii dintre ei cred că ramurile industriale care nu exportau și care nu beneficiau de subvenții și de contracte de stat au suferit o rămânere în urmă. Cei mai mulți analiști sunt de acord că calea ferată trans-siberiană, care a fost termintată în 1904 pe toată lungimea de la Vladivostok până la Moscova, și aventurile militare din Manciuria și Coreea au fost cauza unor mari pierderi economice și au golit visteria națională. Costurile financiare ale reformelor sale au contribuit decisiv la destituirea din 1903 a lui Witte din funcția de ministru de finațe.
Vezi de asemenea : Rapida industrializare a Rusiei (secolul al XX-lea)

## Revoluție și contrarevoluție, 1905-07

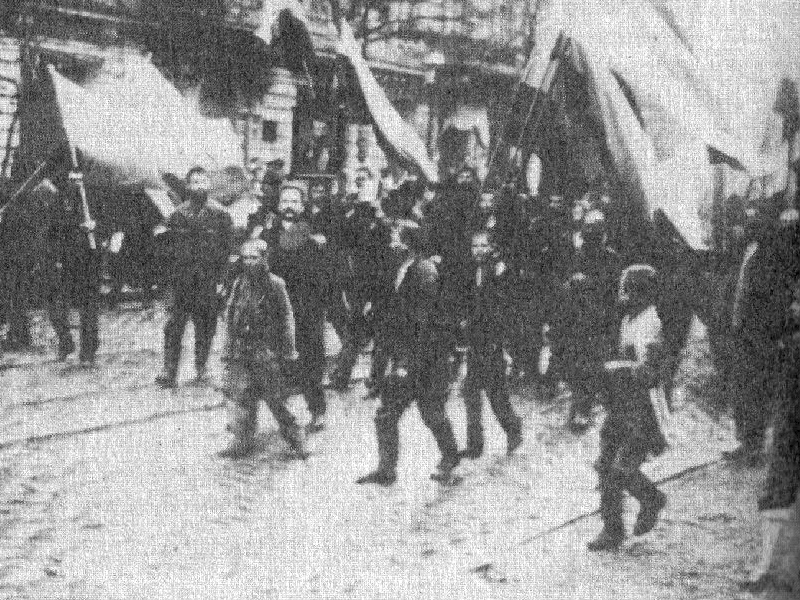
Duminica insângerată: protestatari mărșăluind către Palatul de Iarnă

Războiul ruso-japonez a accelerat apariția mișcărilor politice în toate clasele sociale și în cadrul principalele naționalități, inclusiv printre rușii bogați. Până la începutul anului 1904, activiștii liberali din zemstve și din asociațiile profesionale au format o organizație numită Uniunea Eliberării. În același an, ei s-au unit cu finlandezii, polonezii, georgienii, armenii și cu rușii membri ai PSDMR pentru a forma o alianță antiautocratică. 
În ianuarie 1905, preotul ortodox Gheorghi Gapon, care era liderul unei asociații muncitorești finanțată din umbră de poliție, a condus un marș uriaș, pașnic, în Sankt Peterburg, pentru a înmâna țarului o petiție. Trupele chemate să mențină ordinea au deschis focul asupra mulțimii, ucigând sute de demonstranți, aprinzând scânteia revoluției ruse din 1905. Evenimentul acesta, care avea să fie denumit mai apoi Duminica însângerată, combinat cu eșecul stânjenitor din războiul cu Japonia, au dus la greve, revolte în zonele rurale, rebeliuni militare și acte teroriste organizate de grupuri de opoziție. Muncitorii au format un consiliu, (soviet), în Sankt Peterburg. Rebeliuni armate au avut loc Moscova, în zona munților Urali, Letonia și în teritoriile poloneze. Activiști din zemstve și conducătorii Uniunii Sindicatelor au format Partidul Constituțional Democratic, cunoscuți sub numele dat de inițialele partidului drept Kadeți, (în limba rusă Конституционная Демократическая партия, prescurtat КД – KD). 
Unii dintre membrii claselor avute au cerut un compromis cu grupurile de opoziție pentru evitarea unor tulburări mai mari. La sfârșitul anului 1905, țarul Nicolae al II-lea a fost forțat să promulge așa numitul Manifest din Octombrie, care dădea Rusiei o constituție și proclama dreptul la libertăți civile pentru toți cetățenii. În dorința de a stopa activitățile facțiunilor liberale, constituția includea aproape toate cererile lor, (răspunderea miniștrilor în fața țarului și Duma națională – parlament ales printr-un vot larg, dar nu universal). Cei care au acceptat acest aranjament au format un partid de centru dreapta numit Octombriștii, ei numindu-l pe Witte ca prim ministru. În acest timp, Kadeții luptau pentru locuri în guvern și sufragiu egal și universal. Datorită principiilor lor politice și a revoltelor armate care nu mai conteneau, partidele stângii rusești nu s-au decis dacă să participe sau nu la alegerile pentru Duma convocate pentru începutul anului 1906. În același timp , facțiunile de dreapta se opuneau în mod activ reformelor. Unele grupuri noi monarhiste și protofasciste se luptau de asemenea să destabilizeze situația din acel moment. Totuși, regimul a continut să funcționeze pe tot parcursul haosului anului 1905, reușind să restaureze ordinea în orașe, în zonele rurale și în armată. În tot acest timp, teroriștii au ucis mai multe sute de persoane oficiale, iar ca represalii, guvernul a ordonat executarea unui număr egal de teroriști. Pentru că guvernul a reușit să impună ordinea în țară și să asigure primirea unui împrumut de stat din Franța mai înainte de întrunirea primei sesiuni a Dumei, țarul Nicolae s-a simțit destul de puternic pe poziții pentru a-l înlocui pe Witte cu un funcționar mai puțin independent, Piotr Stolîpin. 
Prima Dumă a fost aleasă în martie 1906. Kadeții și aliații lor dominau parlamentul, deputații radicali de stânga fiind ușor depășiți numeric de Octombriști și centriștii de dreapta. Socialiștii au boicotat alegerile, dar mai mulți politicieni socialiști au câștigat totuși mandate. Relațiile dintre Dumă și guvernul liui Stolîpin au fost încordate de la bun început. Primele impasuri apărute între Kadeți și guvern a fost pe tema adoptării constituției și a reformei agrare, ele ducând în cele din urmă la dizolvarea Dumei și la convocarea unor noi alegeri. În ciuda amplificării terorismului stângist, partidele de stânga au participat de această dată la alegeri și, împreună cu deputații independenți simpatizanți ai stângii, au câștigat majoritatea mandatelor, devansând coaliția formată de Kadeți, de polonezi și alte naționalități din centrul spectrului politic. Impasul în care s-au aflat guvernul și Parlamentul nu a fost depășit nici după convocarea celei de-a doua Dume în 1907. 

## Guvernele lui Stolîpin și Kokovțov
În iunie 1907, țarul a dizolvat cea de-a doua Dumă și a promulgat o nouă lege electorală, care reducea în mod semnificativ greutatea electorală a alegătorilor din clasele inferioare și a nerușilor și a crescut șanselor la un loc în parlament pentru reprezentanții nobilimii. Această lovitură a avut pe termen scurt efectul dorit în ceea ce privește restaurarea ordinii. Noile alegeri din toamnă au avut ca rezultat o a treia Dumă mult mai conservatoare, în care dominau Octombriștii. Chiar și așa, parlamentul nu a încetat să se certe cu guvernul dintr-o mulțime de motive: compoziția marelui Stam Major al Marinei, statutul autonom al Finlandei, introducerea instituției zemstrelor în provinciile vestice, reforma sistemului tribunalelor sătești și trecerea instituțiilor muncitorești de asigurări sub controlul poliției. În aceste dispute, Duma, având sprijinul camerei superioare a parlamentului în care erau numiți pe cale birocratică, (nu aleși), numai nobili, era mai conservatoare decât guvernul uneori, iar alteori mai constituționali decât acesta din urmă. A patra Dumă aleasă în 1912, era similară din punct de vedere al compoziției cu precedenta, dar facțiunea progresistă a Octombriștilor s-a desprins și s-a alăturat centriștilor. 
Cea mai importantă mâsură luată de Stolîpin a fost programul de reformă agrară. Ea a permis și câteodată a forțat dezmembrarea obștilor sătești și instalarea proprietății private complete. Stolîpin a sperat ca programul de reformă să creeze o pătură conservatoare de fermieri loiali țarului. Mulți țărani nu voiau să piardă siguranța oferită de obștile sătești, sau să permită străinilor de sat să cumpere pământul comunei. Până în 1914, numai 10% din obștile sătești fuseseră dizolvate. Până în cele din urmă, economia și-a revenit și a crescut foarte mult din 1907 până în 1914, atât din punct de vedere cantitativ cât și prin formarea unor cooperative și bănci rurale și generarea de capital național. Până în 1914, producția de oțel a egalat-o pe cea a Franței și a Austro-Ungariei și rata de creștere economică a Rusiei era una dintre cele mai ridicate din lume. Deși datoriile externe erau destul de ridicate, acestea scădeau continuu ca proporție din valoarea produsului național brut, iar balanța comercială a imperiului era pozitivă. 
În 1911, un agent dublu care lucra pentru Ohrana, l-a asasinat pe Stolîpin, iar locul lui în fruntea guvernului a fost luat de ministrul de finanțe Vladimir Kokovțov. Kokovțov era un om foarte prudent și un sprijinitor al țarului, dar el nu putea concura cu puternica facțiune a curtenilor care dominau guvernul. 
Istoricii au discutat dacă Rusia a avut sau nu prilejul să dezvolte un sistem constituțional viabil în perioada 1905 – 1914. Eșecul încercărilor de democratizare au fost datorate țarului, care nu dorea să renunțe la domnia autocratică sau să împartă puterea. Prin manipularea dreptului electoral, guvernul a obținut o Dumă mai conservatoare, dar mult mai puțin reprezentativă. Mai mult chiar, guvernul ocolea deseori hotărârile Dumei conservatoare și guverna prin decrete. 
În această perioadă, politicile guvernamentale au fost diferite, de la reformiste la represive. Istoricii au speculat pe tema posibilității ca reformele îndrăznețe ale lui Witte și Stolîpin să fi putut "salva" Imperiul Rus. Dar politica dictată de apropiații curții, combinată cu nesfârșita izolare a țarului și birocrația din restul societății au împiedicat sau stânjenit toate reformele. Suspendarea drepturilor civile a continuat și nici muncitorii, nici măcar Biserica Ortodoxă Rusă, nu au avut dreptul să se organizeze așa cum ar fi vrut. Discriminarea polonezilor, ucrainienilor, evreilor și a ortodocșilor de rit vechi erau un fapt obișnuit. Revoltele populare erau tot mai dese, iar, pe plan extern, politica imperiului s-a dovedit din ce în ce mai aventuroasă. 

## Politica balcanică, 1906-13
Acțiunile din orientul îndepărtat au trecut pe planul doi problemelor Balcanilor, Austro-Ungaria făcând și ea un lucru asemănător în perioada 1897 – 1906. Înfrângerea în războiul din 1905 a forțat Rusia să accepte negocieri cu Anglia și Japonia. În 1907, noul ministru de externe rus, Alexandr Izvolski, a reușit să obțină înțelegeri cu ambele națiuni. Pentru a-și menține sfera de influență în nordul Manciuriei și în nordul Persiei, Rusia a fost de acord cu influența japoneză în Manciuria de sud și în Coreea și influența britanică în sudul Persiei, Afganistan și Tibet. Logica acestei politici era ca, prin forțe unite, Rusia și Japonia să împiedice Statele Unite să-și stabilească o bază în China prin organizarea unui consorțiu pentru dezvoltarea căilor ferate chinezești. După revoluția republicană chineză din 1911, Rusia și Japonia și-au recunoscut reciproc sferele de influență din Mongolia Exterioară. În cadrul aceleiași linii politice generale, Rusia a tratat pentru recunoașterea intereselor economice germane în Imperiul Otoman și Persia în schimbul recunoașterii intereselor rusești de securitate în zonă. Rusia și-a protejat pozițiile strategice și financiare prin intrarea în neoficiala Triuplă Înțelegere cu Anglia și Franța, fără să consulte Germania.
În ciuda acestor măsuri de prevedere, după încheierea războiului cu Japonia din 1905, Rusia și Austro-Ungaria au reînceput cursa pentru influență sporită în Balcani, concentrându-se asupra Regatului Serbiei și asupra provinciilor Bosnia și Herțegovina, (pe ultimele, Austro-Ungaria le ocupase din 1878). În 1881, Rusia fusese în secret de acord în principiu cu anexarea celor două provincii. Izvolski a fost de acord în mod prostesc să sprijine în mod formal anexarea în schimbul sprijinului austriac pentru revizuirea tratatului asupra neutralității strâmtorilor Bosfor și Dardanele, schimbarea vizată urmând să dea Rusiei drepturi speciale de navigație și traversare. Anglia a contrat inițiativa rusă și a blocat revizuirea tratatului, dar Austria a trecut la legiferarea anexiunii teritoriale. Mai apoi, sprijinită de Germania, Austro-Ungaria a pus în lumină slăbiciunea Rusiei forțând-o să dezavueze sprijinul pentru Serbia. 
După anexarea Bosniei și Herțegovinei, Rusia a devenit un factor important în creșterea tensiunii și înmulțirea conflictelor din zona Balcanilor. În 1912, Sebia, Bulgaria, Grecia și Muntenegru au învins Imperiul Otoman în primul război balcanic, dar aliații au continuat să se certe după încheierea păcii. În 1913, alianța s-a rupt, și Serbia, Grecia și România au învins Bulgaria în al doilea război balcanic. Austru-Ungaria a devenit sprijinitorul Bulgariei, care era rivalul teritorial al Serbiei în zonă, iar Germania a rămas protectorul Imperiului Otoman. Rusia a întărit și mai mult legăturile cu Serbia. Sistemul complex de alianțe și sprijinul marilor puteri erau extrem de instabile. Între toate părțile implicate în Balcani s-au menținut resentimentele, Serbia menținând o animozitate specială față de Austro-Ungaria datorită anexării Bosniei și Herțegovinei. 
În iunie 1914, Gavrilo Princip l-a asasinat pe Arhiducele Franz Ferdinand, moștenitorul tronului Austro-Ungariei, faptă de care a fost făcut responsabil guvernul sârb. Austro-Ungaria a dat un ultimatum Serbiei cu niște condiții considerate mult prea umilitoare pentru a putea fi acceptate. Deși sârbii au fost de acord cu condițiile impuse, Austro-Ungaria a considerat răspunsul nesatisfăcător și și-a rechemat ambasadorul. Rusia, temându-se de o nouă umilire în Balcani, a sprijinit Serbia. Odată ce răspunsul sârbesc a fost respins, sistemul alianțelor a început să funcționeze în mod automat, Germania sprijinind Austria și Franța sprijinind Rusia. Când Germania a invadat Franța atacând prin Belgia neutră, conflictul s-a transformat într-unul mondial. 

## Rusia în timpul războiului, 1914-16

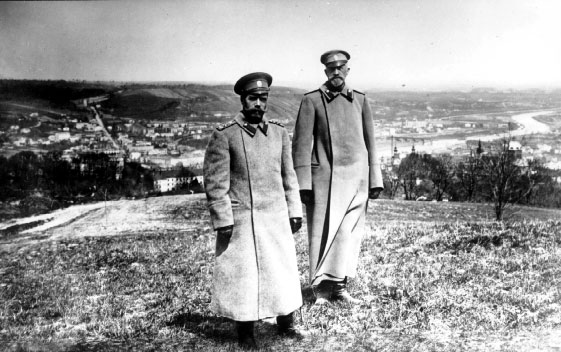
Nicolae al II-lea și marele duce Nicolae al Rusiei

Populația foarte numeroasă a imperiului i-a permis Rusiei să cheme sub arme mai mulți soldați decât forțele combinate ale Austro-Ungariei și Germaniei, dar baza economică subdezvoltată a făcut ca militarii ei să fie mai slab înarmați decât adversarii. Forțele rusești erau inferioare celor germane la toate capitolele, mai puțin în ceea ce privește numărul. În cele mai multe dintre luptele armate, armatele mai mari rusești le-au învins pe cele ale austriecilor, dar au fost înfrânte de cele ale germanilor. 
La declanșarea războiului, țarul Nicolae al II-lea s-a străduit să obțină numirea Marelui Duce Nicolae ca Șef al Marelui Stat Major al Armatei. Marele Duce, văr al țarului, era un individ competent, dar nu a reușit să participe la elaborarea strategiei sau la numirea comandanților. 
La începutul războiului, ofensiva rusă din Prusia Orientală a atras suficiente trupe germane de pe frontul de vest pentru a permite francezilor, belgienilor și britanicilor să oprească ofensiva germană. Una dintre cele două armate rusești a fost aproape distrusă în Bătalia de la Tannenberg, (același loc unde, în 1410, polonezii, lituanienii și rușii îi învinseseră pe Cavalerii teutoni). Între timp, rușii opriseră ofensiva austriecilor și îi împinseseră către vest, intrând în Galiția de est, regiunea nord-estică a Imperiului Austro-Ungar. Rușii au oprit un atac de iarnă commbinat germano-austriac în Polonia, și la începutul anului 1915 au avansat mai mult în Galiția. În primăvara anului 1915, atacurile germano-austriece i-au scos pe ruși din Galiția și Polonia, distrugându-le mai multe corpuri de armată. În 1916, Germania a planificat scoaterea Franței din război printr-un atac masiv în regiunea Verdun, dar un nou atac al Rusiei împotriva Austro-Ungariei a obligat Marele Stat Major german să retragă trupe de pe frontul de vest pentru a le transfera pe frontul de est. Aceste acțiuni au făcut ca ambele fronturi să rămână relativ stabile, atât Germania cât și Rusia căutând cu disperare victoria. Numai că Rusia ajuns să fie sfârșită de eforturile de război, Germania dovedind că are resurse superioare. Până la sfârșitul anului 1916, Rusia a fost salvată de intrarea în război a României, ceea ce a făcut ca frontul să se lungească până la Marea Neagră. 
Aranjamentele de război dintre aliați reflectau țelurile imperialiste ale Triplei Înțelegeri, cât și relativa slăbiciune a Imperiului Rus în afara Europei Răsăritene. 
Rusia se așteptase la câștiguri importante în urma victoriei în război: câștiguri teritoriale precum Galiția de la Austro-Ungaria, Prusia Orientală de la Germania, Armenia de la Imperiul Otoman (care intrase în război de partea Puterilor Centrale), controlul Constantinopolelui și a strâmtorilor Bosfor și Dardanele și pierderi teritoriale și politice ale Austro-Ungariei în favoarea României și a popoarelor slave din regiune. 
Anglia dorea să obțină zona de centru a Persiei și să împartă mult mai mult din Orientul Mijlociu arab cu Franta.
Italia dorea să obțina Dalmația de-a lungul coastei Adriaticii.
Japonia dorea să controleze mai multe teritorii chinezești. 
Franța dorea să recapete Alsacia și Lorena, (care fuseseră pierdute în războiul franco-prusac), și să obțină mai multă influență în Germania de vest. 

## Deteriorarea fatală a stării țarismului în Rusia
Începutul primului război mondial a arătat într-o lumină adevărată starea de slăbiciune în care se afla guvernul lui Nicolae al II-lea. Un spectacol al unitătii naționale a acompaniat intrarea Rusie în război, având ca scop declarat apărarea fraților slavi sârbi. În toamna anului 1914, Duma și zemstvele și-au reafirmat întregul sprijin pentru efortul de război. Recrutările inițiale au fost bine organizate și fără incidente. Dar incompetența unor comandanți, numiți în funcții importante de conducere numai datorită relațiilor, au dus la retrageri și pierderi grele de vieți omenești, guvernul demonstrându-și in aceiași perioadă neputință. Populația a fost puternic dezamăgită de deteriorarea rapidă a condițiilor de viață, în condițiile în care germanii controlau Marea Baltică iar forțele reunite germano-otomane controlau Marea Neagră, privind Rusia de posibilitatea de a se aproviziona și împiedicând-o să ia legătură cu piețele potențiale. În plus, pregătirile slabe de război și politicile economice ineficiente au provocat țării pierderi financiare, logistice și militare. Inflația a devenit o problemă importantă. Datorită sprijinului material insuficient pentru operațiile militare, a fost creat Comitetul pentru Industriile de Război, care să asigure o aprovizionare corespunzătoare a frontului. Dar ofițeri corupți și lideri civili puseseră mâna pe toate pârghiile administrative de pe front și au refuzat să coopereze cu Comitetul. Guvernul central nu avea încredere în sprijinul independent al eforturilor de război organizat de orașe și de zemstve. Duma se certa cu birocrația guvernamentală de război, iar deputații de centru și de centru stânga au format Blocul Progresiv pentru crearea unui adevărat guvern constituțional. 
După răsturnarea situației militare a Rusiei din 1915, Nicolae al II-lea a plecat pe front pentru a conduce personal operațiunile militare, lăsând în urmă nevasta de origine germană, Alexandra, și pe Rasputin, un membru al anturajului țarinei, care exercita o mare influență în politică și în numirile ministeriale. Rasputin erau un individ depravat, care-și câștigase însă faima de vindecător sfânt. El a impresionat-o pe țarina Alexandra, deoarece era capabil să oprească sângerările fiului cupluluii imperial, țareviciul Alexei, care suferea de hemofolie. Alexandra și Rasputin au deteriorat în mod incontestabil prestigiul și credibilitatea regimului, deși este discutabilă cât de mare a fost influența faptelor lor. 
În vreme ce guvernul central era încurcat în intrigi de curte, greutătile au început să provoace revolte populare. În 1916, prețul ridicat al alimentelor și lipsa carburanților a provocat greve în mai multe orașe. Muncitorii, care câștigaseră dreptul de reprezentare în Comitetele Industriilor de Război, au folosit aceste secțiuni ca organe ale opoziției politice. Zonele rurale au devenit din ce în ce mai puțin supuse. Starea de disciplină a soldaților se degrada văzând cu ochii, în special în rândul noilor recruți de la sate, care erau puși în fața perspectivei de a fi folosiți pe post de carne de tun de către conducătorii militari incapabili. 
Situația a continuat să se deterioreze. Într-o încercare de a salva curtea țarului din mocirla în care se înfundase, un grup de aristocrați l-au asasinat pe Rasputin în decembrie 1916. dar moartea misteriosului "vindecător" nu a adus vreo schimbare majoră în bine. Conflictele tot mai dese dintre țar și Dumă au slăbit ambele tabere ale guvernului și a mărit impresia generală de incompetență. La începutul anului 1917, deteriorarea stării căilor ferate a dus la crize acute de alimente și de combustibil, care au provocat dezordini și greve. Autoritățile au cerut trupelor dislocate în Petrograd, (așa cum fusese rebotezat orașul Sankt Peterburg din 1914, pentru a-i rusifica numele cu sonorități germane), să pună capăt revoltelor din capitală. În 1905 militarii au deschis focula supra demonstranților și au salvat monarhia, dar, în 1917, soldații s-au alăturat mulțimilor furioase. Sprijinul populației pentru regimul țarist a dispărut în 1917, punând capăt a trei secole de domnie a dinastiei Romanov.